# الطاقة الجيوحرارية في الولايات المتحدة
استخدمت الطاقة الجيوحرارية في الولايات المتحدة أو الطاقة الحرارية الجوفية في الولايات المتحدة لأول مرة لتوليد الطاقة الكهربائية في عام 1960. طورت محطة ذا غيزرز في مقاطعتي سونوما وليك، في كاليفورنيا إلى ما يعد الآن أكبر منشأة بخارية جيوحرارية لتوليد الكهرباء في العالم، باستطاعة 1,517 ميغاواط. هناك حقول بخار جيوحرارية معروفة أخرى في غرب الولايات المتحدة وألاسكا. يمكن للطاقة الكهربائية المولدة جيوحراريًا أن تفصل عن الشبكة تبعًا لطلب الأحمال المتغيرة. الأثر البيئي لمصدر الطاقة هذا يتضمن انبعاثات كبريتيد الهيدروجين، والمواد الكيميائية المالحة أو التي تسبب التآكل والتي تصرف في مياه الصرف، والآثار الزلزالية المحتملة من حقن المياه في التشكلات الصخرية، بالإضافة إلى الضجيج والهدر الحراري.

## تاريخها
وفق الأدلة الأثرية، فإن الموارد الجيوحرارية كانت تستغل في المناطق التابعة حاليًّا للولايات المتحدة منذ أكثر من 10,000 عام. استخدم أسلاف الهنود (السكان الأصليين لأمريكا) الينابيع الساخنة الجيوحرارية للدفء، والتنظيف، والمعادن.
افتتحت أول محطة جيوحرارية تجارية تنتج الطاقة لصالح شبكة كهرباء الولايات المتحدة في ذا غيزرز في كاليفورنيا في سبتمبر 1960، منتجةً 11 ميغاواط من الاستطاعة الصافية. تستمر منظومة ذا غيزرز في العمل بنجاح حتى اليوم، وقد نما المجمع الطاقي ليصبح أكبر منشأة جيوحرارية في العالم، بخرج يبلغ 750 ميغاواط. أكبر حقل تيار ناشف في العالم هو ذا غيزرز، ويبعد 116 كم (72 ميلًا) شمال سان فرانسيسكو. هنا بدأت شركة المحيط الهادي للغاز والكهرباء بتشغيل أول منشأة توليد طاقة كهربائية من مصدر حراري جوفي في الولايات المتحدة عام 1960. دامت العنفة الأصلية لأكثر من 30 عام وأنتجت 11 ميغاواط من الاستطاعة الكهربائية الصافية. ينتج تجمع ذا غيزرز 1517 ميغاواط من الاستطاعة الفعالة المركبة بمعامل قدرة وسطي قدره 63%. تمتلك شركة كالبين 15 من أصل 18 محطة عاملة في ذا غيزرز وتعد حاليًا أكبر منتج للطاقة الحرارية الجوفية في الولايات المتحدة. المحطتان الأخريان مملوكتان من قبل كل من وكالة الطاقة في شمال كاليفورنيا ووحدة الكهرباء التابعة لبلدية مدينة سانتا كلارا بشكل مشترك (تسمى الآن شركة سيليكون فّالي للطاقة - سيليكون فّالي بّاور). المحطة الأخيرة محطة بوتل روك لتوليد الطاقة، وتملكها مجموعة الطاقات المتجدد الأمريكية، وقد أعيد افتتاحها مؤخرًا. هناك محطة تاسعة عشر لا تزال قيد التطوير لصالح شركة رام بّاور، المعروفة سابقًا باسم ويسترن جيوباور. بما أن أنشطة المحطة الحرارية الجوفية تؤثر على المحطات القريبة منها، فإن الملكية الاتحادية للمحطات في ذا غيزرز كان مفيدًا لأن المحطات تعمل بشكل تعاوني بدلًا من مراعاة مصالح كل منها قصيرة الأمد. تشحن ذا غيزرز حاليًا عن طريق حقن فضلات الصرف الصحي المعالجة من محطة معالجة ليك كاونتي ومدينة سانتا روزا. كانت فضلات الصرف الصحي تصرف إلى الأنهار والجداول، وأصبحت الآن تضخ إلى الحقل الحراري الجوفي حيث تجدد البخار المنتج لتوليد الطاقة.
هناك منطقة جيوحرارية كبرى أخرى موجودة في وسط جنوب كاليفورنيا، على الجانب الجنوبي الشرقي لبحر سالتون، قرب مدن نيلاند وكاليباتريا، ولاية كاليفورنيا. في عام 2001، كان هناك 15 محطة جيوحرارية تنتج الكهرباء في المنطقة. تمتلك كالإينيرجي نحو نصفها، والبقية تمتلكها شركات متنوعة. للمحطات مجتمعة قدرة نحو 570 ميغاواط. افتتحت محطة هادسون رانتش الأولى، باستطاعة 50 ميغاواط، في مايو 2012، لتكون الأولى في المنطقة منذ 20 عام.
منطقة الحوض والسلسلة الجيولوجية في نيفادا، وجنوب شرق أوريغون، وجنوب غرب أيداهو، وأريزونا وغرب يوتا تعد الآن منطقة نمو سريع للطاقة الحرارية الجوفية. بنيت عدة محطات طاقة صغيرة خلال أواخر ثمانينيات القرن العشرين خلال فترة ارتفاع أسعار الطاقة. أدى ارتفاع تكاليف الطاقة إلى هذا التطور الجديد. السعة الاستطاعية لكل المحطات الجيوحرارية التسعة عشر العاملة حاليًا في نيفادا تتجاوز 486 ميغاواط. المحطة الأكبر هي منشأة ماك غينيس هيلز التابعة لشركة أورمات بقدرة 96 ميغاواط. تقع المحطات الحرارية الجوفية الأخرى في نيفادا في ينابيع ستيم بوت، وقمة بريدي/ديزرت، ووادي ديكسي، وبحيرة سودا، وستيلووتر، وبيوواوي.